# Sierra Club

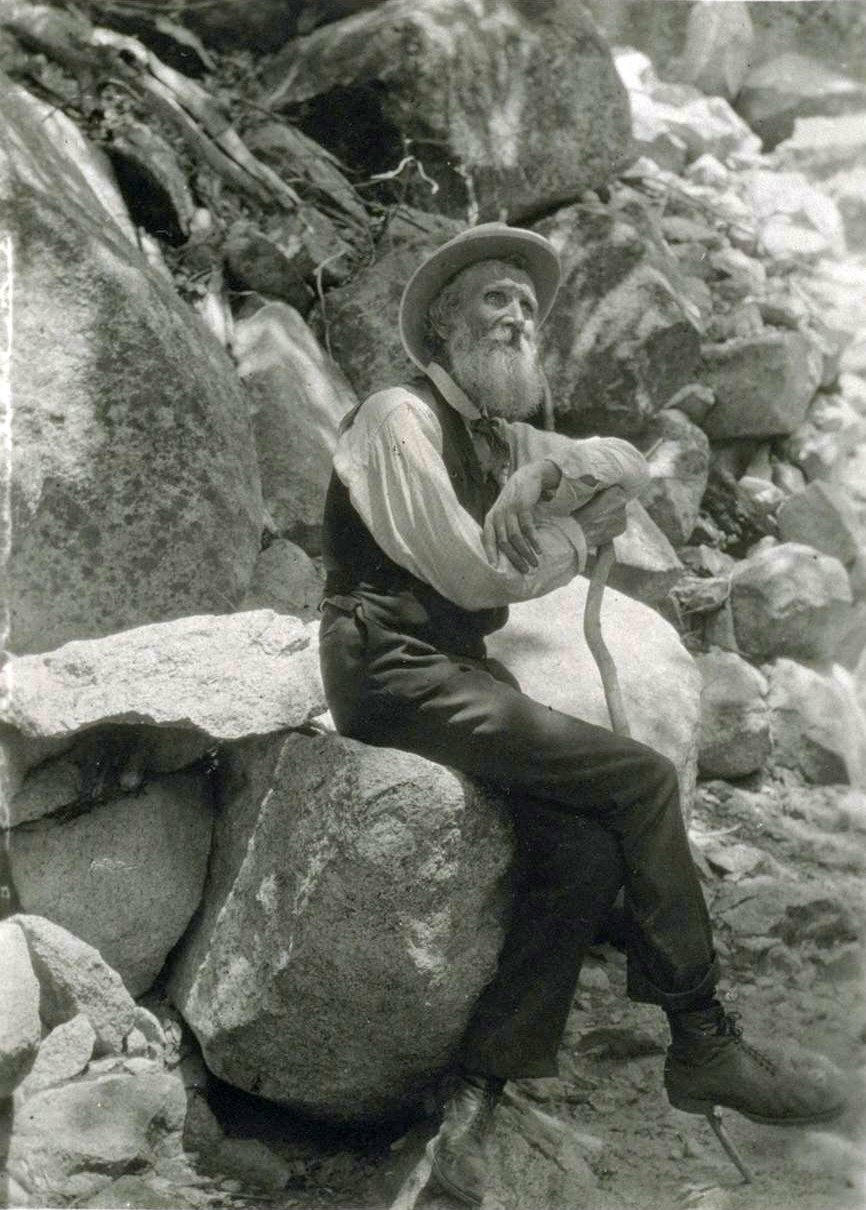
De natuurvorser en auteur John Muir was de oprichter en eerste voorzitter van de Sierra Club.

De Sierra Club is een Amerikaanse milieuorganisatie die op 28 mei 1892 in San Francisco (Californië) werd opgericht door de natuurvorser en -beschermer John Muir. De Sierra Club is een van de oudste en grootste grassroots milieuorganisaties en bovendien een van de meest invloedrijke. Tegenwoordig telt de organisatie zo'n 1,4 miljoen leden. Er is ook een Canadese afdeling, Sierra Club Canada. Naast lobbywerk en belangenverdediging organiseert Sierra Club ook natuuractiviteiten voor zijn leden, waaronder wandelen en klimsport.
Verschillende prominente Amerikaanse natuurbeschermers hebben in het verleden in de raad van bestuur van de Sierra Club gezeteld, zoals fotograaf Ansel Adams, rechter William O. Douglas, activist en rector David Starr Jordan, schrijver Wallace Stegner en de activisten Edgar Wayburn en Paul Watson.
Het logo van de Sierra Club is een ovaal met daarin een reuzensequoia (Sequoiadendron giganteum). De huidige versie dateert uit 1998, maar in principe hanteert de organisatie al sinds 1892 een rond of ovaal zegel met daarop een sequoia. De Half Dome van Yosemite staat er ook al sinds 1894 er op.